# Nicolas Mayer-Rossignol
Pour les articles homonymes, voir Mayer et Rossignol.
Nicolas Mayer-Rossignol, né le 8 avril 1977 à Bordeaux (Gironde), est un homme politique français, membre du Parti socialiste (PS).
Proche de Laurent Fabius, il succède en 2013 à Alain Le Vern comme président du conseil régional de Haute-Normandie et devient, à 36 ans, le plus jeune des présidents de régions françaises. Deux ans plus tard, pour les premières élections régionales de la Normandie réunifiée, il conduit une liste de gauche qui échoue face à la coalition dirigée par le centriste Hervé Morin.
À l'issue des élections municipales de 2020, il est successivement élu maire de Rouen, puis président de la Métropole Rouen Normandie.
Principal opposant interne à Olivier Faure, il brigue à plusieurs reprises le poste de premier secrétaire du Parti socialiste à partir de 2023.

## Situation personnelle

### Famille et vie privée
Nicolas Rossignol, dit Mayer-Rossignol, fils d'une enseignante en économie expatriée et d'un père normand, il naît le 8 avril 1977 à Bordeaux,,.
Époux d'une professeure agrégée, il est père de deux filles,.
En 2024, il annonce être pris en charge depuis 2022 pour une tumeur cancéreuse de la vessie traitée par chirurgie et immunothérapie suite à récidive, et s'engager pour lutter contre l'isolement des malades dans la ville de Rouen ainsi que contre les pollutions qui augmentent la fréquence de cancer en Seine-Maritime.

### Jeunesse et études
Il grandit au Mali, où sa mère est enseignante en coopération, puis dans sa ville natale.
Il suit des études en France, de biologie moléculaire à l'École normale supérieure (1996 S) à Paris et à l'École normale supérieure de Lyon, et aux États-Unis à l'université de Stanford (Californie).
Titulaire de l'agrégation de sciences de la vie et de la Terre à l'âge de 22 ans et d'un master 2 en génomique, il est ingénieur du Corps des mines.

### Carrière professionnelle
En tant qu'ingénieur des Mines, il obtient son premier poste administratif à la Commission européenne, où il est chargé du secteur des produits pharmaceutiques entre 2003 et 2008.

## Parcours politique

### Ascension auprès de Laurent Fabius
Adhérent du Parti socialiste et militant à Attac, il propose ses services à Laurent Fabius qui l'embauche en 2008 à l'agglomération de Rouen, devenue la communauté d'agglomération Rouen-Elbeuf-Austreberthe en 2010.
Il s'installe alors en Haute-Normandie et se présente sur la liste menée par Alain Le Vern lors des élections régionales de 2010. Élu conseiller régional de Haute-Normandie, il prend la présidence du Groupement d'intérêt public de la Cité des métiers de Haute-Normandie. En 2012, il remplace Guillaume Bachelay en tant que vice-président du conseil régional chargé de l'emploi, de l'économie, des entreprises et des énergies.
Au sein de la fédération socialiste de Seine-Maritime, il est chargé du rapprochement avec les milieux universitaires.
Il intègre ensuite le cabinet de Laurent Fabius au ministère des Affaires étrangères en tant que conseiller chargé du Développement, des Affaires économiques, du G20 et des Entreprises. Son engagement professionnel au Quai d'Orsay cesse en 2013, après son élection à la présidence du conseil régional de Haute-Normandie.
Lors des élections municipales de 2014, il est élu conseiller municipal de Rouen sur la liste du maire socialiste sortant Yvon Robert.

### Président du conseil régional de Haute-Normandie
Après la démission inattendue du socialiste Alain Le Vern, il est élu pour lui succéder à la présidence du conseil régional le 14 octobre 2013, par 37 voix sur 50 contre 13 pour le candidat de l'opposition Bruno Le Maire. À 36 ans, Nicolas Mayer-Rossignol est ainsi le benjamin des présidents de régions en France,. Sa présidence est largement marquée par le processus de fusion de la Haute-Normandie et de la Basse-Normandie prévu par la réforme territoriale de 2014,,.
Il se déclare alors favorable à la fusion de sa propre région, de la Basse-Normandie et de la Picardie dans le cadre de cette réforme territoriale, mais cette hypothèse — envisagée par le gouvernement — n'est finalement pas retenue,,.
Préféré à son homologue socialiste bas-normand Laurent Beauvais pour conduire une coalition de gauche au moment des élections régionales des 6 et 13 décembre 2015 de la Normandie réunifiée, il termine à la troisième place en étant devancé par la liste d'union de la droite menée par Hervé Morin et celle du Front national emmenée par Nicolas Bay au premier tour. Une semaine plus tard, à l'issue du second tour, la gauche est battue par la liste d'Hervé Morin, qui recueille 36,4 % des suffrages contre 36 % pour celle du candidat socialiste.
Quelques semaines après la défaite de sa liste aux élections régionales, il est élu président du groupe socialiste du conseil régional de Normandie.

### Élections municipales rouennaises de 2020
À partir de 2018, le nom de Nicolas Mayer-Rossignol est mentionné parmi ceux des prétendants possibles à la succession du maire sortant de Rouen Yvon Robert, dont le retrait de la vie politique est prévu,,.
Le 6 septembre 2019, il annonce sa décision de briguer la mairie de Rouen lors des élections municipales de 2020. Il présente sa « jeunesse » et son « expérience » comme les atouts de sa candidature. Dans le même temps, il suggère que le maire du chef-lieu de la région soit aussi le président de la Métropole Rouen Normandie. S'il dit vouloir être un « homme libre », il revendique pourtant son appartenance socialiste et bénéficie du soutien de son parti. Il reçoit ensuite l'appui des mouvements Nouvelle Donne et Place publique.
Le programme de sa liste, nommée « Fiers de Rouen », comporte plusieurs mesures écologiques : il propose notamment d'accroître le nombre d'espaces verts, d'inciter à la réduction de la circulation automobile pour améliorer la qualité de l'air à long terme et d'expérimenter la gratuité hebdomadaire des transports en commun tels que le TEOR ou le « métro »,.
Il doit cependant faire face à la concurrence d'une autre liste de gauche conduite par l'écologiste Jean-Michel Bérégovoy, soutenue par les communistes et profitant d'un meilleur élan selon les enquêtes d'intentions de vote alors que la campagne électorale est marquée par les conséquences de l'incendie de l'usine classée Seveso de Lubrizol, survenu le 26 septembre 2019,,. L'opposition sortante de droite part également divisée pour ces élections, l'une des listes ayant reçu l'investiture conjointe de La République en marche et des Républicains.
Le 15 mars 2020, dans un contexte de forte abstention marqué par la pandémie de Covid-19, la liste de Nicolas Mayer-Rossignol arrive en tête du premier tour, devant celle d'Europe Écologie Les Verts. La fusion de ces deux listes pour le second tour est rapidement annoncée,.
Le 28 juin 2020, après une longue campagne d'entre-deux-tours marquée par le retrait de la liste centriste de Jean-Louis Louvel et le confinement général de la population, la gauche plurielle qu'il emmène recueille 67,1 % des suffrages contre 32,8 % pour la liste de Jean-François Bures (dissident des Républicains). Toutefois, cette ample victoire est atténuée par un taux d'abstention massif (70,3 % contre 58 % dans le reste du pays).

### Maire de Rouen
Le 3 juillet 2020, Nicolas Mayer-Rossignol est élu maire de Rouen par la majorité des conseillers municipaux exceptionnellement réunis dans l'auditorium du conservatoire à rayonnement régional. Il propose ensuite une liste de quatorze adjoints, dont cinq appartenant au groupe écologiste. Caroline Dutarte, conseillère départementale et secrétaire de la section rouennaise du PS, est désignée première adjointe tandis que Jean-Michel Bérégovoy, deuxième adjoint sous la précédente mandature, est reconduit dans ses fonctions.
Seul candidat à la présidence de la métropole, il est élu à ce poste le 15 juillet suivant, par 89 voix sur 125 (35 bulletins blancs et 1 nul).
Après son élection à la mairie de Rouen, il entreprend de féminiser davantage la communication municipale et l'espace public,,. Certaines de ses propositions dans ce domaine, comme son souhait de remplacer le monument dédié à Napoléon Ier situé devant l'hôtel de ville par une statue de Gisèle Halimi, suscitent la vive réaction de ses opposants, qui lui reprochent une complaisance à l'égard de la cancel culture,,,.
Plus de cinq mois après son élection à la mairie, Nicolas Mayer-Rossignol déclare qu'il ne conduira pas la liste socialiste aux élections régionales normandes de 2021 afin de se consacrer à ses fonctions municipales et métropolitaines. Dans le même temps, quelques médias nationaux le rangent parmi les figures montantes de la gauche française aux côtés d'autres jeunes maires socialistes de grandes villes,,, en raison notamment d'une communication très active et potentiellement calculée,.
En septembre 2022, l'extension d'une zone à faibles émissions (ZFE) pour la moitié des communes de la Métropole Rouen Normandie entre en vigueur. Cette décision, assumée par Nicolas Mayer-Rossignol, est contestée et suscite les réserves d'une partie de sa majorité,,. Pour répondre à l'opposition et au mécontentement des habitants concernés par la mesure, il promet notamment la mise en place d'alternatives pratiques ainsi que des contreparties financières et des aides apportées aux foyers modestes,.
À l'issue des élections législatives anticipées de 2024, il devient le suppléant de la députée socialiste Florence Hérouin-Léautey pour la première circonscription de la Seine-Maritime.

### Cadre du Parti socialiste
Soutien de la candidature de la maire de Paris Anne Hidalgo pour l'élection présidentielle de 2022, il intègre son équipe de campagne comme porte-parole chargé des questions économiques. Après l'élimination de sa candidate au premier tour du scrutin, il appelle à voter en faveur du président sortant Emmanuel Macron « pour empêcher la victoire de l'extrême-droite » et de Marine Le Pen.
En septembre 2022, il cosigne avec plusieurs centaines de personnalités un manifeste de l'ex-Premier ministre socialiste Bernard Cazeneuve « pour une gauche sociale-démocrate, républicaine, humaniste et écologique », que n'incarnerait pas la Nouvelle Union populaire écologique et sociale (NUPES) qu'a intégré le PS,. Quelques mois plus tôt, à l'occasion des élections législatives, il s'était rangé derrière trois candidats dissidents malgré un accord d'union approuvé par les instances du PS et initialement souhaité par le maire de Rouen lui-même,,.
Le 25 novembre 2022, en tant que premier signataire de la motion « Refondations », il annonce sa candidature au poste de premier secrétaire du Parti socialiste pour défier le sortant Olivier Faure à l'occasion du congrès de Marseille prévu en janvier 2023,. Il parvient à mettre Olivier Faure en ballotage de justesse lors du vote des motions, ce dernier manquant de peu la majorité absolue des suffrages avec 49,15 %. Nicolas Mayer-Rossignol termine deuxième avec 30,51 % et bénéficie du ralliement de la troisième motion portée par Hélène Geoffroy pour l'élection du premier secrétaire, annonçant un scrutin final particulièrement serré.
Selon les résultats communiqués par la direction du PS, il recueille 48,91 % des voix contre 51,09 % pour Olivier Faure, qui conserve ainsi son poste de justesse. Alors qu'il avait précédemment revendiqué la victoire, Nicolas Mayer-Rossignol et ses proches contestent l'issue du scrutin. Après plusieurs jours de tensions, un accord est finalement trouvé lors du congrès qui voit Nicolas Mayer-Rossignol devenir officiellement « premier secrétaire délégué du Parti socialiste » aux côtés de la maire de Nantes, Johanna Rolland.
Le courant Refondations, qu'il dirige, se dote en septembre 2023 d’une association de financement, ce qui permet, notamment, de présenter des candidats et de financer des campagnes sur l’ensemble de la France.
Il s'oppose à la liste présentée par le PS aux élections européennes de 2024 lors du vote du conseil national du parti sur l'approbation de la liste, estimant que son courant n'y est pas suffisamment représenté.
Il annonce se porter candidat au poste de premier secrétaire du PS lors du congrès qui aura lieu en juin 2025. Il plaide pour « l'affirmation socialiste » plutôt que pour l'union de la gauche, estimant que le PS doit présenter une candidature dans chaque ville aux élections municipales et ne pas prendre part à une primaire de la gauche pour la présidentielle de 2027.

## Prises de position
Dans l'essai La Gauche après la crise, qu'il coécrit avec Guillaume Bachelay en 2010, il se prononce en faveur de l'instauration d'une VIe République toujours semi-présidentielle mais dotée d'un Parlement suffisamment fort,.
En 2023, il réprouve le projet de réforme des retraites présenté par le gouvernement d'Élisabeth Borne mais estime qu'un abaissement de l'âge légal de départ à 60 ans serait « irréaliste » alors que la plupart des partis de gauche — dont le PS — en font l'une de leurs promesses électorales,.

## Résultats électoraux

### Premier secrétariat du PS
| Année | Congrès | Congrès   | Vote des motions | Vote des motions | Vote des motions | Élection du Premier secrétaire | Élection du Premier secrétaire | Élection du Premier secrétaire | Issue |
| Année | Congrès | Congrès   | Voix             | %                | Rang             | Voix                           | %                              | Rang                           | Issue |
| ----- | ------- | --------- | ---------------- | ---------------- | ---------------- | ------------------------------ | ------------------------------ | ------------------------------ | ----- |
| 2023  |         | Marseille | 7 001            | 30,51            | 2e               | 11 507                         | 48,91                          | 2e                             | Battu |
| 2025  | Nancy   | 9 911     | 40,37            | 2e               | 12 120           | 48,85                          | 2e                             | Battu                          |       |

### Élections régionales
| Année | Nuance | Nuance | Région    | Position      | Premier tour | Premier tour | Premier tour | Second tour | Second tour | Second tour | Sièges   |
| Année | Nuance | Nuance | Région    | Position      | Voix         | %            | Rang         | Voix        | %           | Rang        | Sièges   |
| ----- | ------ | ------ | --------- | ------------- | ------------ | ------------ | ------------ | ----------- | ----------- | ----------- | -------- |
| 2015  |        | UG     | Normandie | Tête de liste | 269 127      | 23,52        | 3e           | 490 847     | 36,08       | 2e          | 27 / 102 |

### Élections municipales
| Année | Nuance | Nuance | Commune | Position      | Premier tour | Premier tour | Premier tour | Second tour | Second tour | Second tour | Sièges  |
| Année | Nuance | Nuance | Commune | Position      | Voix         | %            | Rang         | Voix        | %           | Rang        | Sièges  |
| ----- | ------ | ------ | ------- | ------------- | ------------ | ------------ | ------------ | ----------- | ----------- | ----------- | ------- |
| 2020  |        | UG     | Rouen   | Tête de liste | 6 144        | 29,51        | 1er          | 10 889      | 67,12       | 1er         | 46 / 55 |

## Fonctions et mandats

### Fonctions partisanes
- 2023-2025 : premier secrétaire délégué du Parti socialiste.

### Mandats régionaux
- 2010-2015 : conseiller régional de Haute-Normandie.
- 2012-2013 : vice-président du conseil régional de Haute-Normandie.
- 2013-2015 : président du conseil régional de Haute-Normandie.
- 2016-2021 : conseiller régional de Normandie.
- 2016-2021 : président du groupe socialiste au conseil régional de Normandie.

### Mandats communaux
- Depuis 2014 : conseiller municipal de Rouen.
- Depuis 2020 : maire de Rouen.

### Mandats intercommunaux
- Depuis 2020 : président de la Métropole Rouen Normandie.

## Publication
- Guillaume Bachelay, Nicolas Mayer-Rossignol, La Gauche après la crise, Paris, Jean-Claude Gawsewitch Éditeur, 2010, 253 p. (ISBN 2350132005 et 9782350132006).